# Pagrus pagrus
Pagrus pagrus, conosciuto commercialmente come pagro , è un pesce d'acqua salata appartenente alla famiglia Sparidae.

## Denominazioni dialettali italiane
Il pagro è conosciuto, nelle varie regioni italiane, con nomi dialettali diversi:
| Regione               | Denominazione                                                      |
| --------------------- | ------------------------------------------------------------------ |
| Abruzzo               | Sagro                                                              |
| Liguria               | Pagao addentaxoú, pagao büffo, Bezugo, Pagao adentou, Pagao teston |
| Marche                | Sagro                                                              |
| Puglia                | Bufalacu, Fraie, Frau, Marrafone, Sparo bastardo                   |
| Sardegna              | Su paguru, Prainu                                                  |
| Veneto                | Alboro-pagnesco, Sparo d'Istria, Tàboro, Albaro pagro              |
| Friuli-Venezia Giulia | Cantarella, Tabarà, Prago, Pagari                                  |
| Sicilia               | Pauru                                                              |

## Distribuzione e habitat
Questo pesce è diffuso nel Mar Mediterraneo e nell'Atlantico, dai 30 ai 150 metri di profondità, spesso in prossimità di secche coralline.

## Descrizione
Presenta un corpo voluminoso ma agile, rossastro-bruno con fasce di colore giallo alternate a brune, pinne rosse. Anche di grandi dimensioni (fino a 15 chili di peso per la lunghezza di un metro), normalmente tra i 2 e i 5 chilogrammi.

## Riproduzione
È una specie ermafrodita: la maturità sessuale è raggiunta a 3 anni di età (con una taglia in media di 24 cm), ogni individuo è prima femmina, poi invecchiando assume la sessualità maschile.

## Alimentazione
Il Pagro si ciba di pesci, molluschi e crostacei.

## Predazione
È preda di Seriola dumerili nonché di alcuni squali della famiglia Triakidae.

## Gastronomia
Di carni simili a quelle dell'orata ma meno pregiate, può essere cucinato esattamente nei modi in cui si cucina quest'ultima.